# Serhij Szebek
Serhij Ołeksandrowycz Szebek, ukr. Сергій Олександрович Шебек, ros. Сергей Александрович Шебек, Sergiej Aleksandrowicz Szebiek (ur. 14 czerwca 1960 w Kijowie, Ukraińska SRR) – ukraiński sędzia piłkarski FIFA, sędziował mecze Premier-lihi.

## Kariera sędziowska
W 1976 rozpoczął karierę sędziowską w meczach lokalnych rozgrywek piłkarskich. Od 1986 roku pomagał obsługiwać mecze II ligi ZSRR, przez pierwsze dwa lata jako sędzia na linii. Był asystentem arbitrów, m.in. Ołeksandra Bałakina i wiele innych znanych ukraińskich arbitrów. Potem stał się arbitrem głównym, a dwa lata później pracował jako asystent sędziego w meczach Pierwszej Ligi ZSRR, m.in. w zespołach Myrosława Stupara, Anatolija Popowa, Siergieja Chusainowa. W sezonie 1992/93 32-letni sędzia zadebiutował w Wyższej Lidze Ukrainy. Sędzia FIFA od 2000 roku. W 2008 zakończył sędziowanie meczów na najwyższym poziomie. Jest rekordzistą w liczbie prowadzonych gier na najwyższym poziomie - 226 meczów.
Pracował jako menażer relacji sportowych w firmie z Kijowa "Eleter", która projektuje i instaluje urządzenia do ogrzewania budynków, obiektów sakralnych i boisk sportowych.
Odznaczony medalem Związku Piłki Nożnej w obwodzie kijowskim "Za zasługi" drugiego stopnia.
Jest żonaty, ma córkę. Hobby: samochody.